# James Philip Elliott
James Philip „Phil“ Elliott (* 27. Juli 1929 in Gosport; † 21. Oktober 2008 in Lewes) war ein britischer theoretischer Kernphysiker.
Elliott studierte an der University of Southampton, wo er 1949 seinen Abschluss in Physik machte und bei Hermann Arthur Jahn in theoretischer Kernphysik promoviert wurde. Ab 1951 war er in der Theorie-Abteilung des Atomic Energy Research Establishment in Harwell. Zunächst arbeitete er über Neutronentransport in Reaktoren, bevor er sich der Kernstruktur zuwandte. In Zusammenarbeit mit dem Leiter der Theorieabteilung Brian Flowers entstanden in den 1950er Jahren grundlegende Arbeiten, die dazu beitrugen das Schalenmodell mit Kollektiven Modellen der Kernstruktur zu vereinigen. Insbesondere untersuchten sie die Struktur leichter Kerne (Sauerstoff, Fluor). Er war ein Jahr an der University of Rochester und war ab 1962 Professor an der University of Sussex, wo er 1994 emeritierte, aber bis zu seinem Tod wissenschaftlich aktiv blieb. 1979 bis 1984 war er Dekan der Fakultät für Mathematik und Naturwissenschaft.
Elliott war ein Pionier in der Anwendung der Gruppentheorie in der Kernphysik mit Arbeiten über die Anwendung der SU(3) Gruppe in der Theorie der Kernstruktur 1958. Er schrieb auch eine Monographie über Gruppentheorie-Anwendungen in der Physik. Später entwickelte er an der University of Sussex Wechselwirkungsmatrixelemente für Kernstrukturrechnungen (zum Beispiel mit Hartree-Fock-Methoden), die aus Streumatrixelementen freier Nukleonen abgeleitet waren und die als Sussex Matrix Elements bekannt wurden. In den 1980er Jahren befasste er sich mit dem Interacting Boson Model und seiner Begründung in der Schalentheorie.
1980 wurde er Fellow der Royal Society und 1994 erhielt er die Rutherford Medal des Institute of Physics. 2002 erhielt er mit Francesco Iachello den Lise-Meitner-Preis der Europäischen Physikalischen Gesellschaft.
Er war mit Mavis Avery verheiratet und hatte einen Sohn und eine Tochter.

## Schriften
- mit Peter Geoffrey Dawber Symmetry in Physics, 2 Bände, Macmillan 1979.